# بمب‌افکن شیرجه‌ای

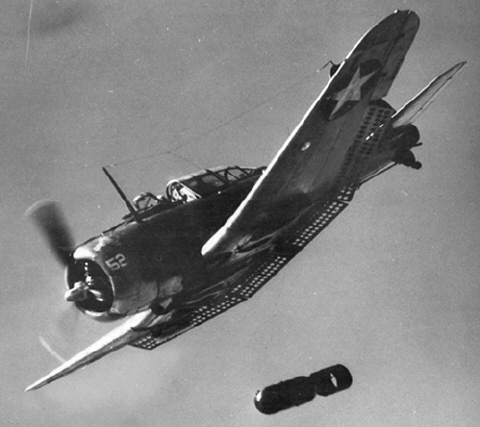
یک داگلاس اس‌بی‌دی داونتلس در حال رهاسازی بمب

بمب افکن شیرجه‌ای گونه‌ای بمب افکن‌ است که با شیرجه مستقیم بر روی هدف، دقت اصابت بمب را افزایش می‌دهند.

## پیشینه
بمب‌افکن‌های شیرجه‌ای می‌توان قابلیت اصابت محموله بمب خود با دقت بسیار بیشتری از بمب‌افکن‌های معمولی را دارند. این مسئله آن‌ها را مناسب حمله به کشتی‌ها و پشتیبانی هوایی نزدیک از نیروهای زمینی می‌کند. تاثیر این هواگردها نخستین بار توسط خلبانان آمریکایی در پشتیبانی از دولت نیکاراگوئه علیه شوروشی‌های چپ در دهه ۱۹۲۰ به نمایش گذاشته شد. زان پس به یک بخش کلیدی از نیروی هواپیمابر نیروی دریایی ایالات متحده بدل گشتند.
ارنست اودت، مقام آلمانی لوفت‌وافه، در دیداری که از ایالات متحده داشت توانست سوار بمب‌افکن‌شیرجه‌ای کورتیس هاوک نیروی دریایی این کشور شود. بدین شکل، او به مدافع سرسخت این هواگردها بدل شد. اودت از تولید بمب‌افکن شیرجه‌ای یونکرس یو ۸۷ اشتوکا پشتیبانی کرد و خواهان این بود که تمامی بمب‌افکن‌های آلمانی قادر به شیرجه زدن باشند. به هر صورت، این هواگردها آهسته‌تر و سنگین‌تر از دیگر هواگردها با اندازه مشابه بودند؛ چرا که می‌بایست تحمل فشاری که در شیرجه به آن‌ها وارد می‌شد، را می‌داشتند. این موضوع بمب‌افکن‌های شیرجه‌ای را در مقابل جنگنده‌های دشمن به شدت آسیب‌پذیر می‌کرد.